# Kristina Persson
Kristina Persson é uma política sueca, do Partido Social-Democrata.

Foi "Ministra da Estratégia e do Futuro, e da Cooperação Nórdica" em 2014-2016, no Governo Löfven.